# 深圳會展中心
深圳會展中心為中華人民共和國深圳市的其中一個會議展覽中心，坐落於福田區，佔地22萬平方公尺，總建築面積28萬平方公尺，地上6層，地下2層，室內展覽面積達105,000平方公尺，可容納5000國際標準展位，會議室共35間。
自2005年第七届起，每年的中国国际高新技术成果交易会在此举行。2011年夏季世界大學生運動會的跆拳道、西洋棋和柔道等項目亦于此舉行。
2019年春節期間，深圳會展中心亦被用作深圳迎春花市中心會場。

## 地下通道

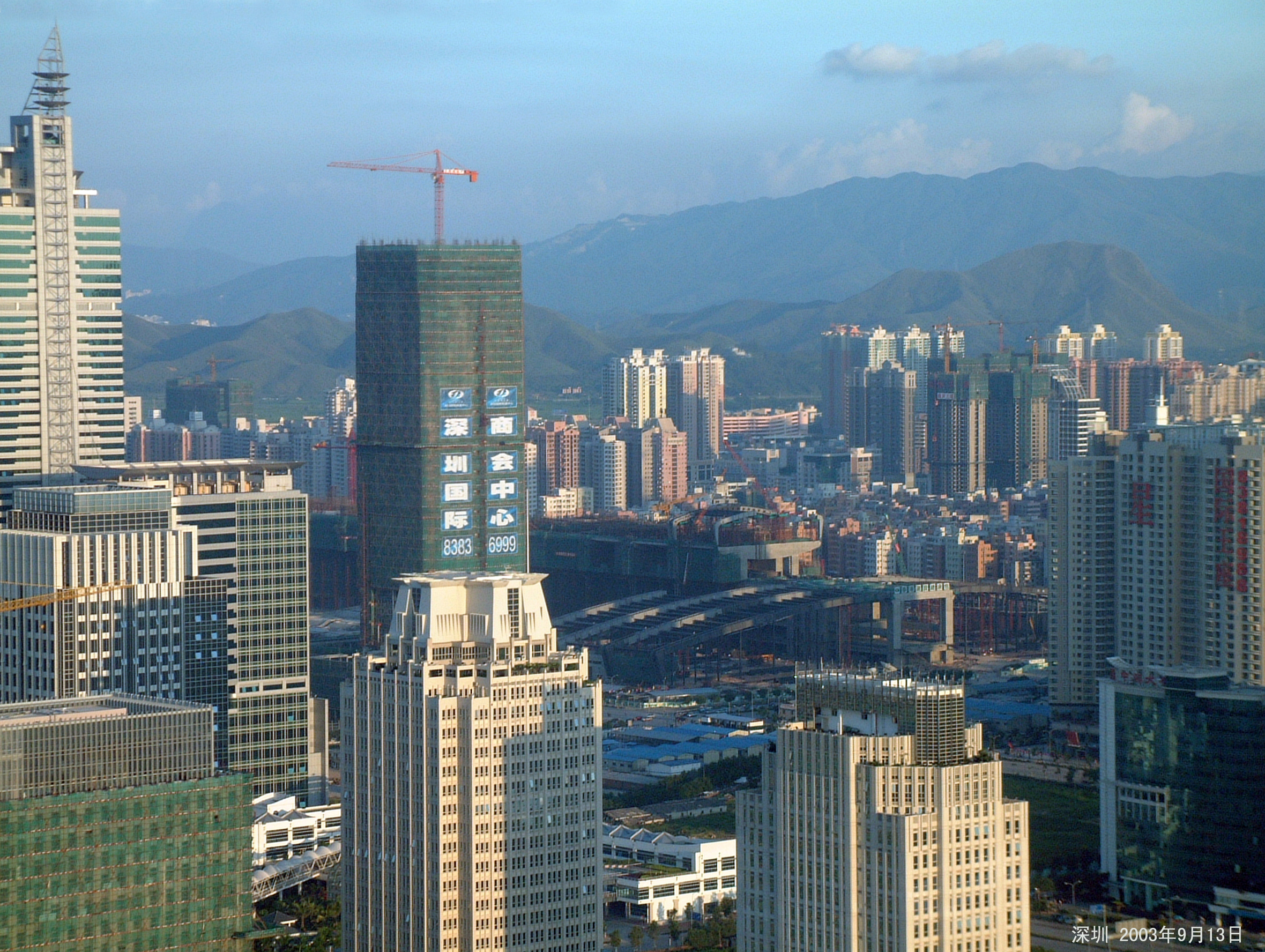
2003年，建造中的会展中心

會展中心設有地下通道連接皇庭廣場。透過皇庭廣場的地下通道連接連城新天地、深圳地鐵會展中心站、領展中心城等建築。

## 交通
會展中心南鄰濱河大道，設有出入口連接。另外步行數分鐘可到達深圳地鐵1號綫、4號綫的會展中心站。